# Heinrich Ahrens (Bildhauer)
Heinrich Ahrens (* 11. März 1845 in Hannover; † 18. Mai 1904 ebenda) war ein deutscher Bildhauer, Steinbildhauer und Heraldiker sowie Autor zur Geschichte der Stadt Hannover.

## Leben und Wirken
Geboren in der Residenzstadt des Königreichs Hannover, erlernte Heinrich Ahrens die Kunst des Bildhauens bei Carl Dopmeyer. 1867 machte sich Ahrens selbständig und kam in dieser Zeit sowohl bei dekorativen Aufträgen als auch bei der Schaffung von Grabmälern regelmäßig mit Fragen der Heraldik in Berührung. So wurde er 1888 Mitbegründer des Heraldischen Vereins Zum Kleeblatt von 1888 zu Hannover, dessen Vorsitz er im selben Jahr übernahm und dieses Amt bis 1904 führte. Zudem gab Ahrens die Heraldischen Schriften heraus.
Ahrens trat mit mehreren Schriften zur Stadtgeschichte Hannovers hervor, darunter in dem 1893 von Rudolf Kempf gestalteten und von Georg Alpers junior verlegten Mappenwerk Alt Hannover mit 30 großformatigen Bildtafeln und 96 im Lichtdruck reproduzierten Bildvorlagen, deren Einband A. Harbers & Brager druckte.
Seit der Errichtung der hannoverschen Landesversicherungsanstalt arbeitete Heinrich Ahrens auch als Inspektor der Einrichtung.
Ahrens erlag 1904 einem Schlaganfall.

## Veröffentlichungen (Auswahl)
- Geschichte der Garten-Gemeinde in der Königl. Residenzstadt Hannover. Zum Besten der St. Pauluskirche zu Hannover, Hannover: Schlütersche Buchdruckerei, 1883
- Herrenhausen und seine Sehenswürdigkeiten. Führer durch Herrenhausen und seine Sehenswürdigkeiten. Cruse, Hannover 1887.
- Hannoversche Landschafts- und Städtewappen. Mit 89 Wappenabbildungen auf 20 Tafeln in Photolithographie und Farbendruck. Selbstverlag, Hannover 1891.
- Georg Alpers junior (Hrsg.), Heinrich Ahrens (Text), Rudolf Kempf (Ill.): Alt-Hannover. Georg Alpers junior, Hannover 1893.
- Das deutsche Reichstagshaus in seinem heraldischen Schmucke und seinen Inschriften. In: Vierteljahrsschrift für Wappen-, Siegel- und Familienkunde 23, 1895, S. 419–461 (auch separat Ost, Hannover und Leipzig 1896).